# グレイシャー・キンケリンの定数
数学において、グレイシャー・キンケリンの定数(Glaisher–Kinkelin constant)、またはグレイシャーの定数は、K関数やバーンズのG関数に関連する数学定数であり、通常Aとかかれる。この定数は特にガンマ関数や、リーマンゼータ関数などに関係する多くの和や積分に出現する。なお、この定数の名前の由来は数学者であるジェームズ・ウィットブレッドリー・グレーシャーとヘルマン・キンケリンである。
グレイシャー・キンケリンの定数の近似値は次の通りである。
{\displaystyle A\approx 1.2824271291\dots }   オンライン整数列大辞典の数列 A074962.

## 定義
グレイシャー・キンケリンの定数{\displaystyle A}は、
{\displaystyle A=\lim _{n\rightarrow \infty }{\frac {K(n+1)}{n^{n^{2}/2+n/2+1/12}e^{-n^{2}/4}}}}
の極限である。ここで、{\displaystyle K(n)=\prod _{k=1}^{n-1}k^{k}}はK関数である。この式をよく見ると、これはスターリングの近似との類似性が見つかる。
{\displaystyle {\sqrt {2\pi }}=\lim _{n\to \infty }{\frac {n!}{e^{-n}n^{n+{\frac {1}{2}}}}}}
πは階乗{\displaystyle \prod _{k=1}^{n}k}、Aは階乗の類似物であるK関数 {\displaystyle K(n)=\prod _{k=1}^{n}k^{k}}により表されている。
バーンズのG関数、{\displaystyle G(n)=\prod _{k=1}^{n-2}k!={\frac {\left[\Gamma (n)\right]^{n-1}}{K(n)}}} (ここで{\displaystyle \Gamma (n)}はガンマ関数)を用いた、以下のような式もある。
{\displaystyle A=\lim _{n\rightarrow \infty }{\frac {(2\pi )^{n/2}n^{n^{2}/2-1/12}e^{-3n^{2}/4+1/12}}{G(n+1)}}}.
グレーシャー・キンケリン定数はリーマンゼータ関数の微分の特定の値の評価に現れる。
{\displaystyle \zeta ^{\prime }(-1)={\frac {1}{12}}-\ln A}
{\displaystyle \sum _{k=2}^{\infty }{\frac {\ln k}{k^{2}}}=-\zeta ^{\prime }(2)={\frac {\pi ^{2}}{6}}\left[12\ln A-\gamma -\ln(2\pi )\right]}
ここで、{\displaystyle \gamma }はオイラーの定数である。後の式は、グレーシャーにより見つけられた以下の無限積を与える。
{\displaystyle \prod _{k=1}^{\infty }k^{\frac {1}{k^{2}}}=\left({\frac {A^{12}}{2\pi e^{\gamma }}}\right)^{\frac {\pi ^{2}}{6}}.}
以下は、この定数を含むいくつかの積分である。 
{\displaystyle \int _{0}^{1/2}\ln \Gamma (x)dx={\frac {3}{2}}\ln A+{\frac {5}{24}}\ln 2+{\frac {1}{4}}\ln \pi }
{\displaystyle \int _{0}^{\infty }{\frac {x\ln x}{e^{2\pi x}-1}}dx={\frac {1}{2}}\zeta ^{\prime }(-1)={\frac {1}{24}}-{\frac {1}{2}}\ln A}
この定数の級数表現は、ヘルムート・ハッセにより与えられた、リーマンゼータ関数のための級数から生じる。
{\displaystyle \ln A={\frac {1}{8}}-{\frac {1}{2}}\sum _{n=0}^{\infty }{\frac {1}{n+1}}\sum _{k=0}^{n}\left(-1\right)^{k}{\binom {n}{k}}\left(k+1\right)^{2}\ln(k+1)}